# 迈阿密的一夜
《迈阿密的一夜》（英語：One Night in Miami...）是2020年美国剧情片，是演员蕾吉娜·金的导演处女作，由编剧坎普·鲍尔斯改编自他的同名舞台剧。影片虚构了麥爾坎·X、穆罕默德·阿里、吉姆·布朗及山姆·库克于1964年2月在汉普顿旅店的对话，庆祝阿里意外战胜桑尼·利斯顿。主演包括金斯利·本-阿迪尔、埃利·格里、奧迪斯·霍吉和小莱斯利·奥多姆，配角有兰斯·雷迪克、华金娜·卡卢坎戈、妮科莱特·罗宾逊和博·布里奇斯。
影片于2020年9月7日在威尼斯电影节首映，是影展史上首部非裔美国女性导演作品。随后由亚马逊影业于2020年12月25日小规模发行，2021年1月15日在Prime Video平台上线。影片获得普遍好评，其中金的导演工作、演员表演及鲍尔斯的剧本受到表扬。影片获第93屆奧斯卡金像獎最佳男配角、最佳改编剧本及最佳原创歌曲（《Speak Now》）三项提名，金也凭借该片获第78届金球奖最佳导演提名。

## 剧情
1963年，卡修斯·克莱在伦敦温布利球场的一场拳击比赛中，险些输给亨利·库珀。在纽约的科帕卡巴纳夜总会，灵魂乐歌手山姆·库克对着一群面无表情、清一色白人的观众表演，内心极为煎熬。国家橄榄球联盟球员吉姆·布朗 (美式足球員)回到家乡乔治亚州圣西蒙斯，受到好友卡尔顿先生在一片荒芜的种植园迎接。卡尔顿夸赞布朗是“伟大的吉姆·布朗”，但布朗说要帮助他移动家具时，卡尔顿告诉布朗：“你知道，我们不欢迎黑鬼来这个地方”。与此同时，麥爾坎·X回到家中，和妻子贝蒂·沙巴兹商讨脱离伊斯兰民族。
1964年2月25日，四个男人来到迈阿密，去往克莱与桑尼·利斯顿冠军之战的现场。比赛前夕，X在酒店客房邂逅克莱，两人穿着伊斯兰传统服饰进行礼拜。当晚，布朗是擂台解说员，库克和马尔科姆·X到场观赛。最终，克莱击倒利斯顿，成为世界轻量级冠军。
赛后，X邀请三人上他的酒店客房。三人本想办个派对大肆狂欢，可X向三人表示，他们是唯一受邀的人士，让三人感到丧气。X想花点时间反思他们所取得的成就，却和库克闹了矛盾。X认为库克迎合白人观众，出卖了黑人兄弟，库克说自己小有成就，有何罪过。克莱跟大家透露诡异伊斯兰教的想法，进一步加深了紧张局面。布朗说自己想当电影演员，但不知道这条路会不会走得平坦。
X和库克的矛盾随后不断升温。X嘲笑库克大获成功以来所创作的音乐。库克坚称他的成功及创作自主权，本身就是在激励着黑人兄弟，虽然抗议歌曲并不被市场看好，但他还是关心美国黑人的斗争。X则拿出鲍勃·迪伦的金曲《答案在风中飘荡》跟他对峙。
就在两人僵持不下的时候，X坦承他之所以反对库克，是因为追求黑人权益的行为，给他的生活造成了压力，不仅招来联邦调查局的频繁骚扰，也让他担心自己会和以利亚·穆罕默德决裂。X感到沮丧，认为克莱对他的皈依有另外一种想法。他告诉克莱，自己计划自行成立组织，问他加不加入。克莱婉拒，感觉自己视为导师的X背叛了他，怀疑X是不是在用皈依的事情，吸引自己加入他的新计划。敲门声突然响起，他们认为这次会议走漏了风声，引起新闻界注意。克莱准备去和媒体对话，还叫上X一起去。两人离开时，库克告诉布朗，他对《答案在风中飘荡》这首歌也有相似的想法，而且已经写了一首歌，但没有表演。
那晚过后，克莱正式改名为穆罕默德·阿里；X因和伊斯兰民族关系破裂，生活陷入霍乱，房子被燃烧弹烧掉，不过他还是完成了自己的自传；库克在《今夜秀》献上《A Change Is Gonna Come》的首秀；布朗离开橄榄球联盟，踏上电影的道路。结尾的字幕引用了X探讨殉教必然性的语录，表示X于1965年2月21日遇刺身亡。

## 阵容
- 金斯利·本-阿迪尔 饰 麥爾坎·X
- 埃利·格里（英语：Eli Goree） 饰 穆罕默德·阿里
- 奧迪斯·霍吉 饰 吉姆·布朗 (美式足球員)
- 小莱斯利·奥多姆 饰 山姆·库克
- 兰斯·雷迪克 饰 贾里姆兄弟（Brother Kareem）
- 克里斯蒂安·马格比（Christian Magby） 饰 贾马尔（Jamaal）
- 华金娜·卡卢坎戈（Joaquina Kalukango）饰 贝蒂·X（英语：Betty X）
- 妮科莱特·罗宾逊（英语：Nicolette Robinson） 饰 芭芭拉·库克（英语：Bobby Womack #Marriages）
- 米高·伊派里奧里 饰 安吉洛·邓迪（英语：Angelo Dundee）
- 小劳伦斯·吉拉德（英语：Lawrence Gilliard Jr.） 饰 德鲁·邦迪尼·布朗（英语：Drew Bundini Brown）
- 博·布里奇斯 饰 卡尔顿先生（Mr. Carlton）[註 1] （页面存档备份，存于）
- 艾米莉·布里奇斯（Emily Bridges） 饰 艾米丽·卡尔顿（Emily Carlton）
- 杰瑞米·波普 饰 傑克·列羅伊·威爾森
- 克里斯托弗·高哈姆 饰 约翰尼·卡森
- 杰罗姆·A·威尔逊（Jerome A. Wilson） 饰 以利亚·穆罕默德
- 阿蒙德·D·杰克逊（Amondre D. Jackson） 饰 L·C·库克（L.C. Cooke），山姆的哥哥
- 亚伦·D·亚历山大（Aaron D.Alexander） 饰 桑尼·利斯顿（英语：Sonny Liston）
- 兰德尔·纽索（Randall Newsome）饰 迈伦·科恩（英语：Myron Cohen）
- 艾伦·威尔斯（Alan Wells）饰 埃德·麦克马洪（英语：Ed McMahon）
- 肖恩·莫纳汉（Sean Monaghan）饰 亨利·库珀（英语：Henry Cooper）

## 制作
2019年7月，Deadline Hollywood报道蕾吉娜·金将担任影片导演兼执行制片人，鲍尔斯任编剧。2020年1月，金宣布金斯利·本-阿迪尔、埃利·格里、奧迪斯·霍吉、小莱斯利·奥多姆和兰斯·雷迪克担任主角。
主体拍摄于2020年1月在路易斯安那州新奥尔良举行。
2020年9月，奥多姆宣布与山姆·阿什沃思共同创作影片主题曲《Speak Now》。歌曲连同官方歌词视频于2021年1月5日发布。2021年1月20日，奥多姆出演的歌曲官方音乐视频上线。

## 发行
影片于2020年9月7日在威尼斯电影节全球首映，随后在多伦多国际电影节放映，获人民选择奖亚军。其后又在苏黎世、伦敦、汉普顿、米尔谷、米德伯格、芝加哥及蒙克莱等地放映。
亚马逊影业于2020年7月购下电影发行权。影片于2020年12月25日在美国小规模上映，12月25日在迈阿密梅里克园（Merrick Park）地标剧院独家首映，随后于次年1月8日在全国指定影院发行，1月15日登陆Prime Video。

## 评价

### 专业评价
影片在汇总媒体烂番茄收获319条评论，得到98%的新鲜度，平均得分8.3/10。网站共识写道：“《迈阿密的一夜》深入反思了历史伟人的经历，令人印象深刻，体现出蕾吉娜·金对个人的导演处女作拿捏得当。”Metacritic收录评论51条，平均得分83/100，表示“普遍好评”。
IndieWire的凯特·厄布兰（Kate Erbland）给予影片“A–”评价，认为影片经常有原版舞台剧的影子，但导演金和演员跳出舞台剧的大部分限制，频繁使用精心组装的头顶镜头，优雅地使用镜子，让众多角色实现同框。《综艺》的欧文·格里伯曼赞扬角色及电影的现实意义：“《迈阿密的一夜》是一场引人入胜的随意辩论，讨论了赢得权利的人该如何使用它。”

### 奖项
| 大奖                   | 典礼日期       | 奖项                   | 获得者 | 结果 | 参考   |
| ---------------------- | -------------- | ---------------------- | --- | ---- | ------ |
| 奥斯卡金像奖           | 2021年4月25日  | 最佳改編劇本           | 坎普·鲍尔斯 | 提名 | [ 33 ] |
| 奥斯卡金像奖           | 2021年4月25日  | 最佳男配角             | 小莱斯利·奥多姆 | 提名 | [ 33 ] |
| 奥斯卡金像奖           | 2021年4月25日  | 最佳原创歌曲           | 小莱斯利·奥多姆和山姆·阿什沃思 | 提名 | [ 33 ] |
| 美国电影学会           | 2021年2月26日  | 年度十佳电影           | 年度十佳电影 | 獲獎 | [ 34 ] |
| 女性电影记者联盟奖     | 2021年1月4日   | 最佳男配角             | 小莱斯利·奥多姆 | 獲獎 | [ 35 ] |
| 女性电影记者联盟奖     | 2021年1月4日   | 最佳影片               | 最佳影片 | 提名 | [ 35 ] |
| 女性电影记者联盟奖     | 2021年1月4日   | 最佳导演               | 蕾吉娜·金 | 提名 | [ 35 ] |
| 女性电影记者联盟奖     | 2021年1月4日   | 最佳女导演             | 蕾吉娜·金 | 提名 | [ 35 ] |
| 女性电影记者联盟奖     | 2021年1月4日   | 最佳群戏               | 金伯利·哈丁（Kimberly Hardin） | 獲獎 | [ 35 ] |
| 女性电影记者联盟奖     | 2021年1月4日   | 最佳摄影               | 塔米·瑞克 | 提名 | [ 35 ] |
| 女性电影记者联盟奖     | 2021年1月4日   | 最佳剪辑               | 塔里克·安瓦尔 | 提名 | [ 35 ] |
| 女性电影记者联盟奖     | 2021年1月4日   | 最佳改编剧本           | 坎普·鲍尔斯 | 提名 | [ 35 ] |
| 黑人影评圈奖           | 2021年1月21日  | 最佳导演               | 蕾吉娜·金 | 獲獎 | [ 36 ] |
| 黑人影评圈奖           | 2021年1月21日  | 最佳男配角             | 莱斯利·奥多姆 | 獲獎 | [ 36 ] |
| 黑人影评圈奖           | 2021年1月21日  | 最佳群戏               | 最佳群戏 | 獲獎 | [ 36 ] |
| 黑人影评圈奖           | 2021年1月21日  | 最佳影片               | 最佳影片 | 提名 | [ 36 ] |
| 英国电影学院奖         | 2021年4月10日  | 最佳男配角             | 小莱斯利·奥多姆 | 提名 | [ 37 ] |
| 美国选角工会           | 2021年4月15日  | 最佳工作室或独立剧情片 | 金伯利·R·哈丁（Kimberly R.Hardin）和特蕾西·基尔帕特里克（Tracy Kilpatrick）                                                                             | 獲獎 | [ 38 ] |
| 芝加哥影评人协会奖     | 2020年12月21日 | 最佳男配角             | 小莱斯利·奥多姆 | 提名 | [ 39 ] |
| 芝加哥影评人协会奖     | 2020年12月21日 | 最佳改编剧本           | 坎普·鲍尔斯 | 提名 | [ 39 ] |
| 芝加哥影评人协会奖     | 2020年12月21日 | 最具前途演员           | 金斯利·本-阿迪尔 | 提名 | [ 39 ] |
| 评论家选择电影奖       | 2021年3月7日   | 最佳電影               | 最佳電影 | 提名 | [ 40 ] |
| 评论家选择电影奖       | 2021年3月7日   | 最佳導演               | 蕾吉娜·金 | 提名 | [ 40 ] |
| 评论家选择电影奖       | 2021年3月7日   | 最佳改编剧本           | 坎普·鲍尔斯 | 提名 | [ 40 ] |
| 评论家选择电影奖       | 2021年3月7日   | 最佳男配角             | 小莱斯利·奥多姆 | 提名 | [ 40 ] |
| 评论家选择电影奖       | 2021年3月7日   | 最佳整體演出           | 最佳整體演出 | 提名 | [ 40 ] |
| 评论家选择电影奖       | 2021年3月7日   | 最佳歌曲               | 小莱斯利·奥多姆和山姆·阿什沃思 | 獲獎 | [ 40 ] |
| 丹佛影评人协会         | 2021年1月18日  | 最佳改编剧本           | 坎普·鲍尔斯 | 提名 | [ 41 ] |
| 丹佛影评人协会         | 2021年1月18日  | 最佳原创配乐           | 特伦斯·布兰查德 | 提名 | [ 41 ] |
| 美国导演工会奖         | 2021年4月10日  | 最佳处女作电影导演     | 蕾吉娜·金 | 提名 | [ 42 ] |
| 哥譚獨立電影獎         | 2021年1月11日  | 最具突破男演员         | 金斯利·本-阿迪尔 | 獲獎 | [ 43 ] |
| 金球獎                 | 2021年2月28日  | 最佳電影男配角         | 小莱斯利·奥多姆 | 提名 | [ 44 ] |
| 金球獎                 | 2021年2月28日  | 最佳導演               | 蕾吉娜·金 | 提名 | [ 44 ] |
| 金球獎                 | 2021年2月28日  | 最佳原創歌曲           | 小莱斯利·奥多姆和山姆·阿什沃思 | 提名 | [ 44 ] |
| 夏威夷影评人协会       | 2021年1月13日  | 最佳原创歌曲           | 小莱斯利·奥多姆和山姆·阿什沃思 | 獲獎 | [ 45 ] |
| 夏威夷影评人协会       | 2021年1月13日  | 最佳新晋电影人         | 蕾吉娜·金 | 獲獎 | [ 45 ] |
| 夏威夷影评人协会       | 2021年1月13日  | 最佳处女作             | 蕾吉娜·金 | 提名 | [ 45 ] |
| 夏威夷影评人协会       | 2021年1月13日  | 最佳男配角             | 小莱斯利·奥多姆 | 提名 | [ 45 ] |
| 夏威夷影评人协会       | 2021年1月13日  | 最佳改编剧本           | 坎普·鲍尔斯 | 提名 | [ 45 ] |
| 夏威夷影评人协会       | 2021年1月13日  | 最佳电影剪辑           | 塔里克·安瓦尔 | 提名 | [ 45 ] |
| 夏威夷影评人协会       | 2021年1月13日  | 最佳化妆               | 最佳化妆 | 提名 | [ 45 ] |
| 夏威夷影评人协会       | 2021年1月13日  | 最佳艺术指导           | 最佳艺术指导 | 提名 | [ 45 ] |
| 休斯顿影评人协会       | 2021年1月18日  | 最佳男配角             | 小莱斯利·奥多姆 | 獲獎 | [ 46 ] |
| 休斯顿影评人协会       | 2021年1月18日  | 最佳原创歌曲           | 小莱斯利·奥多姆和山姆·阿什沃思 | 獲獎 | [ 46 ] |
| 休斯顿影评人协会       | 2021年1月18日  | 最佳导演               | 蕾吉娜·金 | 提名 | [ 46 ] |
| 休斯顿影评人协会       | 2021年1月18日  | 最佳剧本               | 坎普·鲍尔斯 | 提名 | [ 46 ] |
| 休斯顿影评人协会       | 2021年1月18日  | 最佳影片               | 最佳影片 | 獲獎 | [ 46 ] |
| 印第安纳电影记者协会   | 2020年12月21日 | 最佳男配角             | 小莱斯利·奥多姆 | 獲獎 | [ 47 ] |
| 印第安纳电影记者协会   | 2020年12月21日 | 最佳群戏               | 最佳群戏 | 提名 | [ 47 ] |
| 印第安纳电影记者协会   | 2020年12月21日 | 最佳导演               | 蕾吉娜·金 | 提名 | [ 47 ] |
| 印第安纳电影记者协会   | 2020年12月21日 | 最佳原创剧本           | 坎普·鲍尔斯 | 提名 | [ 47 ] |
| 印第安纳电影记者协会   | 2020年12月21日 | 年度突破奖             | 坎普·鲍尔斯 | 提名 | [ 47 ] |
| 印第安纳电影记者协会   | 2020年12月21日 | 最佳男主角             | 金斯利·本-阿迪尔、埃利·格里 | 提名 | [ 47 ] |
| 印第安纳电影记者协会   | 2020年12月21日 | 最佳男配角             | 奧迪斯·霍吉 | 提名 | [ 47 ] |
| 印第安纳电影记者协会   | 2020年12月21日 | 最佳配乐               | 特伦斯·布兰查德 | 提名 | [ 47 ] |
| 獨立精神獎             | 2021年4月22日  | 罗伯特·阿尔曼奖        | 蕾吉娜·金、金伯利·哈丁、金斯利·本-阿迪尔、埃利·格里、奧迪斯·霍吉和小莱斯利·奥多姆                                                                       | 獲獎 | [ 48 ] |
| 音乐城影评人协会       | 2021年1月11日  | 最佳群戏               | 最佳群戏 | 獲獎 | [ 49 ] |
| 音乐城影评人协会       | 2021年1月11日  | 最佳男配角             | 小莱斯利·奥多姆 | 提名 | [ 49 ] |
| 音乐城影评人协会       | 2021年1月11日  | 最佳原创歌曲           | 小莱斯利·奥多姆和山姆·阿什沃思 | 獲獎 | [ 49 ] |
| 有色人种进步协会形象奖 | 2021年3月27日  | 最佳影片               | 最佳影片 | 提名 | [ 50 ] |
| 有色人种进步协会形象奖 | 2021年3月27日  | 最佳电影男配角         | 奧迪斯·霍吉 | 提名 | [ 50 ] |
| 有色人种进步协会形象奖 | 2021年3月27日  | 最佳电影编剧           | 坎普·鲍尔斯 | 提名 | [ 50 ] |
| 有色人种进步协会形象奖 | 2021年3月27日  | 最佳电影导演           | 蕾吉娜·金 | 提名 | [ 50 ] |
| 北卡罗来纳影评人协会   | 2021年1月4日   | 最佳导演               | 蕾吉娜·金 | 提名 | [ 51 ] |
| 北卡罗来纳影评人协会   | 2021年1月4日   | 最佳改编剧本           | 坎普·鲍尔斯 | 提名 | [ 51 ] |
| 北达科他州影评人协会   | 2021年1月21日  | 最佳原创歌曲           | 小莱斯利·奥多姆和山姆·阿什沃思 | 提名 | [ 52 ] |
| 在线影评人协会         | 2021年1月25日  | 最佳改编剧本           | 坎普·鲍尔斯 | 提名 | [ 53 ] |
| 在线影评人协会         | 2021年1月25日  | 最佳男配角             | 小莱斯利·奥多姆 | 獲獎 | [ 53 ] |
| 在线影评人协会         | 2021年1月25日  | 最佳新导演             | 蕾吉娜·金 | 提名 | [ 53 ] |
| 美国制片人工会奖       | 2021年3月24日  | 最佳院线片             | 杰斯·吴·卡尔德、克里斯·卡尔德、乔迪·克莱因 | 提名 | [ 54 ] |
| 费城影评圈             | 2021年1月17日  | 最佳导演处女作         | 蕾吉娜·金 | 獲獎 | [ 55 ] |
| 费城影评圈             | 2021年1月17日  | 最佳男配角             | 小莱斯利·奥多姆 | 提名 | [ 55 ] |
| 聖地牙哥影評人協會奖   | 2021年1月11日  | 最佳群戏               | 最佳群戏 | 提名 | [ 56 ] |
| 聖地牙哥影評人協會奖   | 2021年1月11日  | 最佳影片               | 最佳影片 | 提名 | [ 56 ] |
| 舊金山影評人協會奖     | 2021年1月18日  | 最佳男配角             | 小莱斯利·奥多姆 | 提名 | [ 57 ] |
| 舊金山影評人協會奖     | 2021年1月18日  | 最佳原创配乐           | 特伦斯·布兰查德 | 提名 | [ 57 ] |
| 舊金山影評人協會奖     | 2021年1月18日  | 最佳布景               | 巴里·罗宾逊（Barry Robison）、马克·祖尔兹（Mark Zuelzke）和珍妮莎·希斯曼（Janessa Hitsman）                                                             | 提名 | [ 57 ] |
| 美国演员工会奖         | 2021年4月4日   | 最佳男配角             | 小莱斯利·奥多姆 | 提名 | [ 58 ] |
| 美国演员工会奖         | 2021年4月4日   | 美国演员工会奖最佳剧组 | 金斯利·本-阿迪尔、博·布里奇斯、小劳伦斯·吉拉德、埃利·格里、奧迪斯·霍吉、米高·伊派里奧里、华金娜·卡卢坎戈、小莱斯利·奥多姆、兰斯·雷迪克、妮科莱特·罗宾逊 | 提名 | [ 58 ] |
| 圣路易斯影评人协会奖   | 2021年1月17日  | 最佳改编剧本           | 坎普·鲍尔斯 | 提名 | [ 59 ] |
| 圣路易斯影评人协会奖   | 2021年1月17日  | 最佳男配角             | 小莱斯利·奥多姆 | 提名 | [ 59 ] |
| 日落影评圈奖           | 2020年12月1日  | 最佳男配角             | 小莱斯利·奥多姆 | 提名 | [ 60 ] |
| 多倫多國際影展         | 2020年9月20日  | 人民选择奖             | 《迈阿密的一夜》 | 亚军 | [ 61 ] |